# Серра, Эрика
Э́рика Се́рра (англ. Erica Cerra; 31 октября 1979, Ванкувер, Британская Колумбия, Канада) — канадская актриса.

## Биография
Эрика Серра родилась в Ванкувере в семье выходцев из Италии. Ребёнком она снялась во многих роликах. Затем она на некоторое время взяла перерыв и вернулась к съёмкам в возрасте 22 лет. В 2005 году она вошла в число пяти самых перспективных ванкуверских актрис по версии журнала Vancouver Lifestyles Magazine. Наибольшую известность приобрела после съёмок в фантастическом сериале «Эврика», который шёл на экранах с 2006 по 2012 год. Кроме того, в 2006 году она снялась в клипе Майкла Бубле на песню «Save the Last Dance for Me».
Эрика появлялась во многих популярных телесериалах, в том числе «Секс в другом городе» и «Звёздный крейсер „Галактика“». Она также снималась в крупных кинопроектах, таких как «Прожигатели жизни» с Беном Аффлеком и Ребеккой Ромейн и «Блэйд 3: Троица» с Уэсли Снайпсом.
Среди других работ на телевидении выделяются роли в сериалах «Тайны Смолвиля», «Четыре тысячи четыреста», «Мёртвая зона», «Жнец», «Доктор Хафф», «Сотня»  и «Мёртвые, как я». Она также была приглашена в канадский полицейский сериал «Спецгруппа», пародийный сериал «Охотники за нечистью» и триллер «Коллекционер человеческих душ».

### Личная жизнь
С ноября 2010 года Эрика замужем за Рафаэлем Фиорре. 14 мая 2012 года у пары родилась дочь, Талия Серафина Фиорре.

## Фильмография
| Год       |    | Русское название                  | Оригинальное название                              | Роль                                                  |
| --------- | -- | --------------------------------- | -------------------------------------------------- | ----------------------------------------------------- |
| 2001      | с  | Охотники за нечистью              | Special Unit 2                                     | красотка                                              |
| 2003      | с  | Чёрный пояс                       | Black Sash                                         | водитель                                              |
| 2003      | с  | Мёртвые, как я                    | Dead Like Me                                       | сестра М. Дж. Бауэрса                                 |
| 2003      | с  | Джейк 2.0                         | Jake 2.0                                           | Сэм                                                   |
| 2004      | ф  | Адам и зло                        | Adam & Evil                                        | Ивонна                                                |
| 2004      | с  | Коллекционер человеческих душ     | The Collector                                      | Вонни                                                 |
| 2004      | с  | Мёртвая зона                      | The Dead Zone                                      | активная студентка                                    |
| 2004      | с  | Доктор Хафф                       | Huff                                               | красивая стюардесса                                   |
| 2004      | ф  | Блэйд 3: Троица                   | Blade: Trinity                                     | Goth Vixen Wannabe                                    |
| 2005      | с  | Юные мушкетёры                    | Young Blades                                       | Жизель                                                |
| 2005      | с  | Спецгруппа                        | Cold Squad                                         | Стефани Джонстон                                      |
| 2005      | ф  | Длинный уик-энд                   | The Long Weekend                                   | привлекательная женщина # 1                           |
| 2005      | с  | Четыре тысячи четыреста           | The 4400                                           | Молли Колдикотт                                       |
| 2006      | ф  | Прожигатели жизни                 | Man About Town                                     | Села                                                  |
| 2004—2006 | с  | Секс в другом городе              | The L Word                                         | Юта Рефсон / танцовщица                               |
| 2006      | с  |                                   | Eureka: Hide and Seek                              | Джо Лупо                                              |
| 2006      | с  | Звёздный крейсер «Галактика»      | Battlestar Galactica                               | Майя                                                  |
| 2008      | с  | Жнец                              | Reaper                                             | Николь Мэндерс                                        |
| 2009      | с  | Хранилище 13                      | Warehouse 13                                       | Джиллиан Уитмэн                                       |
| 2009      | с  | Убежище                           | Sanctuary                                          | Эмма Коррейя                                          |
| 2010      | ф  | Перси Джексон и похититель молний | Percy Jackson & the Olympians: The Lightning Thief | Гера                                                  |
| 2010      | в  | Незнакомец                        | The Stranger                                       | Грейс Бишоп                                           |
| 2005—2010 | с  | Тайны Смолвиля                    | Smallville                                         | Адрианна Томас / помощник Лекса / девушка из братства |
| 2011      | с  | Mortal Kombat: Legacy             | Mortal Kombat: Legacy                              | Action Star                                           |
| 2011      | с  | Сверхъестественное                | Supernatural                                       | Робин                                                 |
| 2011      | ф  | Восстание проклятых               | Rise of the Damned                                 | Брит                                                  |
| 2006—2012 | с  | Эврика                            | Eureka                                             | Джо Лупо                                              |
| 2012      | тф | Дерево желаний                    | The Wishing Tree                                   | Кларисса Ванс                                         |
| 2015      | с  | Сотня                             | The 100                                            | А.Л.И.Я. / Бекка                                      |
| 2015      | с  | Я — зомби                         | IZOMBIE                                            | Саша Аркони                                           |
| 2017      | с  | Люцифер                           | Lucifer                                            | Атена Бёрнс                                           |
| 2017—2019 | с  | Сверхъестественное                | Supernatural                                       | Ангел Дума                                            |
| 2019      | с  | Академия смерти                   | Deadly Class                                       | Мими Де Лука                                          |
| 2021      | с  | Нэнси Дрю                         | Nancy Drew                                         | Джин Розарио                                          |